# جزایر سلیمان بریتانیا
جزایر سلیمان بریتانیا (انگلیسی: British Solomon Islands) کشوری تحت‌الحمایه بریتانیا بود که برای اولین بار در ژوئن ۱۸۹۳ تأسیس شد، زمانی که کاپیتان هربرت گیبسون با اچ‌ام‌اس کوراکوا به جزایر سلیمان جنوبی رسید و آن را تحت‌الحمایه بریتانیا اعلام کرد.